# 夜の大捜査線
『夜の大捜査線』（よるのだいそうさせん、原題：In the Heat of the Night）は1967年のアメリカ合衆国のサスペンス映画。監督はノーマン・ジュイソン、出演はシドニー・ポワチエとロッド・スタイガーなど。ジョン・ボールの小説『夜の熱気の中で』（アメリカ探偵作家クラブ新人賞受賞）を原作とし、スターリング・シリファントの脚本である。音楽監督はクインシー・ジョーンズ。有色人種への偏見と差別が残る1960年代の米国の小さな町を舞台に、対立しながらも殺人事件の捜査をともにすることになった白人の警察署長とアフリカ系の刑事を描いている。
第40回アカデミー賞作品賞、主演男優賞（ロッド・スタイガー）、脚色賞（スターリング・シリファント）、音響賞（サミュエル・ゴールドウィン撮影所サウンド部）、編集賞（ハル・アシュビー）を受賞した。また2002年にアメリカ国会図書館が、アメリカ国立フィルム登録簿に新規登記した作品である。
本作が好評だったため、『続・夜の大捜査線』（1970）、『夜の大捜査線 霧のストレンジャー』（1971）が製作され、1988年から同名のテレビドラマシリーズも放送された。

## 概要
当時盛り上がっていた公民権運動を背景に、タイミング良く制作されたこの作品は、キャスト・スタッフ共々自発的に参加して作り上げた作品である。人種差別が厳しいミシシッピ州にある小さな町で起きた殺人事件と偶然捜査に参加するようになった腕利きの黒人刑事、そしてことごとく対立する白人の警察署長と、その捜査の様子を苦々しい目で見ている地元有力者、よそ者の黒人をリンチしようとする人種差別的な住民たちの緊迫した対立の関係には当時の公民権運動の緊迫感をも感じ取ることができる。
主題歌は映画の題名と同じタイトル"IN THE HEAT OF THE NIGHT"であり、レイ・チャールズのヒット・ナンバーである。両者の功績が大きかったため60年代後半からのdetective storyのカテゴリーは今日に至るも多旋律が主流であり日本の刑事物も例外ではない。編集のハル・アシュビーは後に映画監督になって活躍する。

## ストーリー

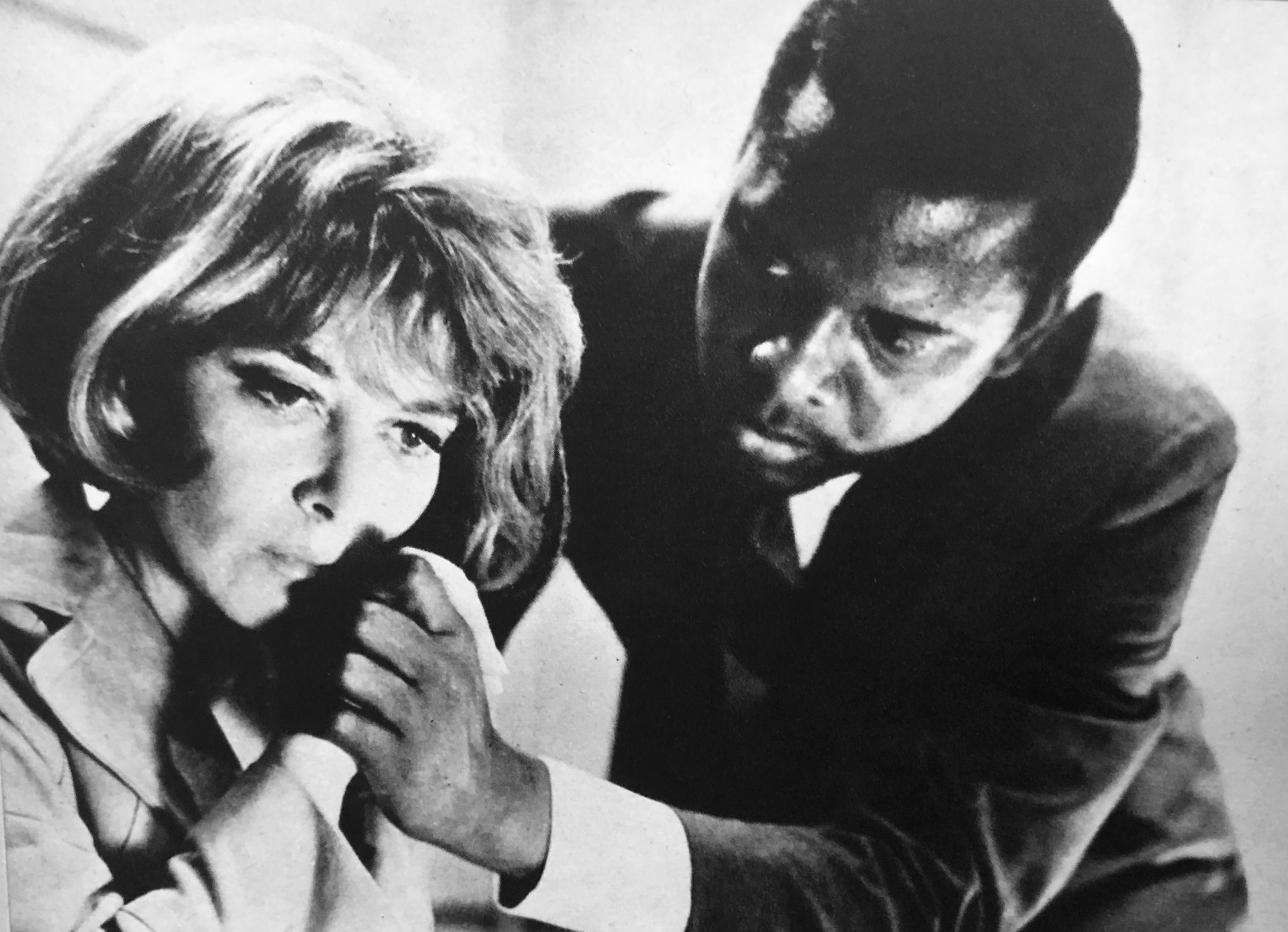
リー・グラント、シドニー・ポワチエ

富豪の実業家フィリップ・コルバートは、ミシシッピ州スパータに工場を建てるために引っ越してきていた。ある夜遅く、サム・ウッド巡査（ウォーレン・オーツ）は、パトロール中に通りに横たわるコルバートの他殺体を発見する。ウッド巡査は、駅の待合室でヴァージル・ティッブス（シドニー・ポワチエ）を見つけ、黒人の彼が財布にまとまった金を持っていたため、犯人に違いないと判断して逮捕するが、警察署長ギレスピー（ロッド・スタイガー）は彼がフィラデルフィアから来た殺人課の刑事であることを知る。ティッブスは帰省旅行の途中であり、次の列車で町を出ようとするが、電話に出た上司はティッブスにスパータに留まって殺人事件の捜査を手伝えと言う。ギレスピー署長はスパータの多くの白人と同様に黒人を嫌っていたが、ティッブスと一緒に捜査をすることにしぶしぶ同意する。
ギレスピー署長らは、被害者の財布を持って逃走したハーヴェイ・オバースト（スコット・ウィルソン）を殺人容疑で逮捕するが、彼は無実を訴える。ティッブスは死体を検分して犯人が右利きであると判断し、オバーストが左利きであることから彼が容疑者ではないことを見抜く。被害者の妻コルバート未亡人はティッブスの有能さを感じ、彼が捜査を指揮しなければ工場の建設を中止すると主張する。
綿花農園主でスパータ最大の実力者エンディコット（ラリー・ゲイツ）がコルバートの工場建設に反対していたと知り、ティッブスは彼を訪ねる。被害者コルバートの車に残っていたシダの根がエンディコットの温室にもあったことから、エンディコットへの疑いが深まるが、エンディコットと話をしているうちに彼に平手打ちされたティッブスは思わず彼に平手打ちを返してしまい、その後は町の若い白人たちに狙われるようになってしまう。
それでもティッブスは捜査を進め、ウッド巡査に事件当夜と同じ時刻に同じコースでパトロールを再現するよう求める。そこにギレスピー署長も同行するが、彼が同じコースを通らなかったことをティッブスが気づくと、ギレスピー署長はウッド巡査に疑いを抱き、彼が事件の翌日に銀行に大金を預けていたことを突き止めると彼を逮捕する。しかし、彼がコースを変えたのは、外から丸見えの自宅の部屋で毎晩裸で過ごしている若い女性デロリスの姿を毎晩パトロール時に眺めていたからだと推理したティッブスは、またもやギレスピー署長の誤認逮捕を指摘する。
そのデロリスは兄ロイドを伴って警察署を訪れ、ウッド巡査と以前一夜を共にしたことで妊娠したと訴え出るが、その話に疑いを持ったティッブスは、町民が堕胎したいときに訪れる黒人雑貨屋のママ・カレバを訪ね、誰がデロリスの実際の相手だったのかを聞き出そうとする。そこにちょうどデロリスと男が堕胎に来る。男は町でダイナーを営んでいるラルフ・ヘンショウであった。さらにそこにロイドら白人の若者たちがティッブスに危害を加えようと集まってきたため、ティッブスはラルフがデロリスの相手であることを明らかにし、ロイドがラルフに迫ろうとしたところで逆にラルフに射殺されてしまい、ラルフは逮捕される。ラルフは警察署でコルバート殺害を自供する。彼を殴り倒して金を奪おうとして誤って殺してしまったのであった。
一連の事件は解決し、ティッブスは列車に乗り込むため駅にやって来る。見送りに来たギレスピー署長はティッブスの鞄を運んでやり、多少きまり悪い様子を見せつつも、彼と温かい別離の挨拶を交わすのだった。

## キャスト
| 役名                     | 俳優                   | 日本語吹替                                   | 日本語吹替                          | 日本語吹替                                      | 日本語吹替                                            |
| 役名                     | 俳優                   | NET版                                        | TBS旧版                             | 日本テレビ版                                    | TBS新版                                               |
| ------------------------ | ---------------------- | -------------------------------------------- | ----------------------------------- | ----------------------------------------------- | ----------------------------------------------------- |
| ヴァージル・ティッブス   | シドニー・ポワティエ   | 田中信夫                                     | 羽佐間道夫                          | 新克利                                          | 田中信夫                                              |
| ビル・ギレスピー署長     | ロッド・スタイガー     | 富田耕生                                     | 富田耕生                            | 宮川洋一                                        | 富田耕生                                              |
| サム・ウッド巡査         | ウォーレン・オーツ     | 内海賢二                                     | 内海賢二                            |                                                 | 青野武                                                |
| レズリー・コルバート     | リー・グラント         | 富永美沙子                                   |                                     |                                                 | 公卿敬子                                              |
| エリック・エンディコット | ラリー・ゲイツ         | 久松保夫                                     |                                     |                                                 | 大久保正信                                            |
| ロイド・パーディ         | ジェームズ・パターソン | 青野武                                       |                                     |                                                 | 池田勝                                                |
| 市長                     | ウィリアム・シャラート | 村越伊知郎                                   |                                     |                                                 | 千葉耕市                                              |
| ジョージ・コートニー     | ピーター・ウィットニー | 大宮悌二                                     |                                     |                                                 | 島香裕                                                |
| デロリス・パーディ       | クェンティン・ディーン | 太田淑子                                     |                                     |                                                 | 鵜飼るみ子                                            |
| ママ・カレバ             | ビア・リチャーズ       | 麻生美代子                                   |                                     |                                                 | 遠藤晴                                                |
| ハーヴェイ・オバースト   | スコット・ウィルソン   | 堀勝之祐                                     |                                     |                                                 | 納谷六朗                                              |
| シャグバッグ             | ティモシー・スコット   | 徳丸完                                       |                                     |                                                 | 広瀬正志                                              |
| ラルフ・ヘンショウ       | アンソニー・ジェームズ | 西山連                                       |                                     |                                                 | 千田光男                                              |
| スチュアート医師         | フレッド・スチュワート | 勝田久                                       |                                     |                                                 | 峰恵研                                                |
| ジェス                   | カリル・ベザリール     | 石森達幸                                     |                                     |                                                 |                                                       |
| その他                   | N/A                    | 寺島幹夫 渡部猛 森功至 松岡文雄              |                                     |                                                 | 村松康雄 嶋俊介 石森達幸 喜多川拓郎                   |
| 日本語版スタッフ         |                        |                                              |                                     |                                                 |                                                       |
| 演出                     | 演出                   | 内池望博                                     |                                     |                                                 | 伊達康将                                              |
| 翻訳                     | 翻訳                   | 木原たけし                                   |                                     |                                                 | 木原たけし                                            |
| 調整                     | 調整                   |                                              |                                     |                                                 | 前田仁信                                              |
| 効果                     | 効果                   |                                              |                                     |                                                 | 遠藤堯雄 桜井俊哉                                     |
| 制作                     | 制作                   | 東北新社                                     |                                     |                                                 | 東北新社                                              |
| 初回放送                 | 初回放送               | 1972年11月5日 『日曜洋画劇場』 21:00 - 22:55 | 1977年12月19日 『月曜ロードショー』 | 1981年2月4日 『水曜ロードショー』 21:02 - 22:54 | 1983年5月5日 『名作洋画ノーカット10週』 23:48 - 25:48 |

- 字幕翻訳 - 佐藤一公
- BDにはNET版とTBS新版が収録（NET版：約95分、TBS新版：ノーカット）
- 上記の他に田中信夫と古川登志夫が出演した吹替版が存在する[5]。

## 製作

### 撮影
- 冒頭の有名な列車のロングショットは、撮影監督ハスケル・ウェクスラーが本屋で立ち読みしていた家庭用のカメラ撮影用の本からヒントを受け、金物屋から網戸の網を買ってきて、カメラに装着し、助手と2人きりで撮影した[6]。
- 人種差別のひどい南部をポワチエは拒否していた。実際に映画に出て来るカーチェイスの様に、何度も嫌がらせを受けた。撮影はイリノイ州でロケ撮影を行ったが、広大な綿畑の場面はテネシー州において撮影した。温室での場面も実在している温室を利用し、植えられていたランは15000ドルの価値があった。
- 州境の橋の場面では、映画史上初めてズームレンズを装着して撮影した[6]。
- 実力者の未亡人役だったリー・グラントは赤狩りによって映画界を干されて、この作品が復帰第1作目となった（彼女は赤狩りの最中に本当に夫を失っている）[6]。
- ギレスピー署長役のロッド・スタイガーは絶えずガムを噛み続けることを訝しがった。最初は嫌がっていたが、そのアイディアが良かったので噛み続けることにした。結局撮影中263箱分のガムを噛み続けていた[6]。
- 署長宅でのポワチエとスタイガーとの会話の場面はすべてアドリブで撮影された[6]。
- スタイガーが演じた警察署長ギレスピーは、現在でも一般的になったカルト的な偶像になっている。この南部を代表とするステレオタイプ的な役柄は、広告などにも利用されている[6]。
- 「“ティッブスさん”だ！（They call me Mister Tibbs!）」という台詞は、アメリカ映画の名セリフベスト100で第16位にランクインしている。南部では白人男性が黒人と話すときに成人であっても相手を「Boy」（坊主）と呼ぶ風習があり白人が黒人に日常的に行うマウンティングの一つとなっている、劇中でもティッブスはしばしば「Boy」と呼びかけられており、この風習に対する抗議を含んだ人種差別問題を象徴する台詞となっている。また、続編『続・夜の大捜査線』の原題になった。
- ポワチエ自身が一番大好きな映画の一本である[6]。
- 映画ではティッブスはペンシルベニア州フィラデルフィア市警から派遣されて来ているが、ボールの原作ではティッブスが所属するのはカリフォルニア州パサデナ市警察。共に実在の法執行機関で、パサデナ市警では、作品を記念して“公務により出張中、帰署時期未定”の扱いでティッブスを署員として登録しているという。
- 物語の終幕は、原作ではギレスピー署長が握手をしようか迷ったまま結局出来ずにティッブスを送り出すが、映画では二人が握手をして別れるハッピーエンドに変更されている。

## 音楽
クインシー・ジョーンズが作曲、編曲、指揮し、サウンドトラックアルバムは1967年にユナイテッド・アーティスツ・レーベルから発売された。すべての曲はクインシー・ジョーンズによる。レイ・チャールズが歌い、クインシー・ジョーンズが作曲し、アランとマリリンのバーグマン夫妻が作詞したタイトル曲は、ABCレコードからシングルとして発売された。

### タイトル曲[9][10]
- テーマ曲：In the Heat of the Night　　歌：レイ・チャールズ
  - 作曲：クインシー・ジョーンズ
  - 作詞：マリリン・バーグマン/アラン・バーグマン（英語版）

## 作品の評価

### 映画批評家によるレビュー
Rotten Tomatoesによれば、83件の評論のうち高評価は95%にあたる79件で、平均点は10点満点中8.4点、批評家の一致した見解は「緊張感やユーモアとともに示唆に富んだ内容で、シドニー・ポワチエとロッド・スタイガーの力強い演技に支えられ、アメリカの小さな町における殺人と人種差別に対するノーマン・ジュイソン監督の見方は今もなお人々の心に響いている。」となっている。
Metacriticによれば、14件の評論のうち、高評価は12件、賛否混在は2件、低評価はなく、平均点は100点満点中75点となっている。

### 受賞歴
| 賞                                 | 部門                     | 対象者                     | 結果       |
| ---------------------------------- | ------------------------ | -------------------------- | ---------- |
| 第40回アカデミー賞                 | 作品賞                   | ウォルター・ミリッシュ     | 受賞       |
| 第40回アカデミー賞                 | 監督賞                   | ノーマン・ジュイソン       | ノミネート |
| 第40回アカデミー賞                 | 主演男優賞               | ロッド・スタイガー         | 受賞       |
| 第40回アカデミー賞                 | 脚色賞                   | スターリング・シリファント | 受賞       |
| 第40回アカデミー賞                 | 編集賞                   | ハル・アシュビー           | 受賞       |
| 第40回アカデミー賞                 | 音響賞                   |                            | 受賞       |
| 第40回アカデミー賞                 | 音響効果賞               | ジェームズ・リチャード     | ノミネート |
| 第33回ニューヨーク映画批評家協会賞 | 作品賞                   |                            | 受賞       |
| 第33回ニューヨーク映画批評家協会賞 | 主演男優賞               | ロッド・スタイガー         | 受賞       |
| 第25回ゴールデングローブ賞         | 作品賞（ドラマ部門）     |                            | 受賞       |
| 第25回ゴールデングローブ賞         | 主演男優賞（ドラマ部門） | シドニー・ポワチエ         | ノミネート |
| 第25回ゴールデングローブ賞         | 主演男優賞（ドラマ部門） | ロッド・スタイガー         | 受賞       |
| 第25回ゴールデングローブ賞         | 助演女優賞               | クェンティン・ディーン     | ノミネート |
| 第25回ゴールデングローブ賞         | 助演女優賞               | リー・グラント             | ノミネート |
| 第25回ゴールデングローブ賞         | 監督賞                   | ノーマン・ジュイソン       | ノミネート |
| 第25回ゴールデングローブ賞         | 脚本賞                   | スターリング・シリファント | 受賞       |
| 第21回英国アカデミー賞             | 総合作品賞               | ノーマン・ジュイソン       | ノミネート |
| 第21回英国アカデミー賞             | 最優秀外国男優賞         | シドニー・ポワチエ         | ノミネート |
| 第21回英国アカデミー賞             | 最優秀外国男優賞         | ロッド・スタイガー         | 受賞       |
| 第21回英国アカデミー賞             | 国連賞                   | ノーマン・ジュイソン       | 受賞       |

### 選出
- アメリカ映画の名セリフベスト100第16位：ポワチエの「They call me Mister Tibbs!」に対して
- 2003年、ニューヨーク・タイムズ紙の「史上最高の映画1000本」の一つに選ばれた。[17]